# Temelucha nigrita
Temelucha nigrita är en stekelart som beskrevs av Dasch 1979. Temelucha nigrita ingår i släktet Temelucha och familjen brokparasitsteklar. Inga underarter finns listade i Catalogue of Life.